# كاهنة تاكنينت
كاهنة تاكنينت (من مواليد 21 مايو 1991)؛ هي لاعبة كرة قدم جزائرية دولية، تلعب في مركز حارس المرمى فيمنتخب النسوي الجزائري لكرة القدم . مثلت الجزائر في كأس الأمم الأفريقية للسيدات 2018 ، ولعبت في ثلاث مباريات.

## روابط خارجية
- كاهنة تاكنينت على موقع كووورة